# Luc Ferry
Luc Ferry (ur. 3 stycznia 1951 w Colombes) – francuski filozof, publicysta i nauczyciel akademicki, profesor, w latach 2002–2004 minister edukacji narodowej.

## Życiorys
Absolwent Université Paris Sorbonne oraz Uniwersytetu w Heidelbergu, doktoryzował się w 1980. Obejmował stanowiska profesora kolejno na IEP de Lyon, Uniwersytecie w Caen i Université Paris-Diderot. Na początku lat 80. został także felietonistą gazety „L'Express”.
Od lat 80. opublikował jako autor lub współautor ponad 30 pozycji książkowych, m.in. Philosophie politique (w trzech tomach 1984–1985), Système et critique (1985), Heidegger et les modernes (1988), Homo aestheticus. L'invention du goût à l'âge démocratique (1990), Le Nouvel Ordre écologique (1992, tłumaczoną na kilkanaście języków i wyróżnioną nagrodami Prix Médicis Essais oraz Prix Jean-Jacques Rousseau) i L'Homme-Dieu ou le sens de la vie (1996).
W 1994 minister oświaty François Bayrou powołał go na przewodniczącego krajowej rady programowej w tym resorcie. Od maja 2002 do marca 2004 sprawował urząd ministra młodzieży, edukacji narodowej i nauki w dwóch gabinetach, na czele których stał Jean-Pierre Raffarin.